# 첵스 파맛
첵스 파맛, 통칭 파맛 첵스는 2020년 7월 1일 농심켈로그가 대한민국에서 발매한 한정판 파맛 시리얼이다. 2004년 첵스 시리얼의 마스코트 홍보를 위해 열었던 '선거' 이벤트에서 유래하였다. 초콜릿색 첵스 모양의 마스코트 '체키'와 상대 후보인 초록색 첵스 캐릭터 '차카'가 각각 밀크 초콜릿맛과 파맛 시리얼 출시를 공약으로 내걸고 시행한 이 이벤트는, 회사의 의도와 달리 네티즌들의 장난으로 파맛 측이 득표 수를 앞서게 되었다. 이에 농심켈로그는 매크로를 이용한 부정 투표를 무효 처리하고 체키의 승리를 선언했으나, 인터넷에서는 이를 '부정 선거'라는 밈으로 승화시키며 파맛 첵스의 출시를 지속적으로 요구했다.
네티즌들의 요구에 부응하여 농심켈로그는 2004년부터 파맛 첵스를 연구했다. 이후 여주산 파 등을 이용해 파의 맛을 낸 첵스를 한정판으로 출시하겠다고 2020년 6월 발표했다. 사전 홍보 영상에는 트로트 가수 태진아가 자신의 곡 '미안 미안해'를 개사한 버전을 부르며 등장하고, 이 외에도 관짝춤, 영상 말미에 켈로그(Kellogg's)의 스펠링을 이용한 GG(Good Game) 선언 삽입 등 여러 인터넷 밈이 활용되었다.
첵스 파맛의 특징으로는 개발 단계부터 구현하려 한 '파의 맛'과 '단짠'(단맛과 짠맛이 결합된 맛), 그리고 파의 향이 꼽힌다. 첵스 파맛 사전 시식단은 시리얼을 우유 등 유제품에서부터, 설렁탕, 떡볶이 등 다양한 음식을 곁들여 시식하였다. 첵스 파맛을 먹은 사람들은 대체로 이 시리얼이 우유와 그다지 어울리지 않는다고 평했다.
16년 만에 발매된 파맛 첵스를 두고, 인터넷에서는 이를 '민주주의의 승리'라고 불렀다. 또한 여러 언론으로부터 첵스 파맛을 이용한 마케팅은 긍정적인 평가를 받았다. 2020년 11월 12일 농심켈로그는 첵스 파맛으로 구글에서 주최하는 2020 유튜브 웍스 어워드에서 '베스트 YouTube 신규 브랜드 론칭' 부문을 수상했다. 2021년 7월을 기해 생산을 중단했다.

## 배경
2004년 12월 1일, 농심켈로그는 초콜릿색 첵스 모양의 새로운 캐릭터인 '체키'를 홍보하기 위해, 체키와 초록색 첵스 캐릭터인 '차카' 중 하나를 '첵스초코나라 대통령'으로 선출하는 선거 이벤트를 개최했다. 두 후보인 체키와 차카는 네티즌의 투표 결과에 따라 시리얼의 맛이 결정된다는 설명과 함께, 다음과 같은 공약을 내걸었다.

체키(기호 1번, 밀크 초콜릿맛 첵스): 내가 첵스초코나라의 대통령이 되면 첵스초코 안에 더 진하고 부드러워진 밀크 초콜릿맛을 넣어 줄게!
(어린이들이 환호한다)

차카(기호 2번, 파맛 첵스): 요즘 들어 나의 심기가 매우 불편해. 왜냐고? 체키가 첵스초코나라의 대통령 선거에 출마했기 때문이지! 나도 가만히 볼 수 없어서 출마했어. 내가 대통령이 되면 첵스초코 안에 파를 넣어주지!
(어린이들이 싫어한다)

본래의 의도는 어린이들이 좋아하지 않는 파맛을 차카의 공약으로 설정하여, 체키를 홍보하는 것이었다. 그러나 웃긴대학, 디시인사이드 등 인터넷 커뮤니티에 이 이벤트가 알려지면서, 네티즌들이 장난으로 차카에게 투표하기 시작했다. 2004년 12월 11일 기준으로 농심켈로그가 밝힌 각 후보의 득표 수는 체키가 16,311표, 차카가 59,904표였다. 2004년 12월 31일을 기해 선거 이벤트가 종료되었고, 농심켈로그는 정보 보안 전문 기업인 CHK한강의 자체 조사를 통해 네티즌 204명이 인터넷에서 매크로를 이용하여 부정 투표를 한 것으로 확인된 47,339표(체키 4,620표, 차카 42,719표)을 무효 처리하는 한편, ARS 전화 투표, 롯데월드 현장 투표 결과를 합산했다. 투표는 아래와 같이 체키의 승리로 끝났다.
| 투표 장소                   | 체키              | 차카              | 합계 (전체 비율)   |
| --------------------------- | ----------------- | ----------------- | ------------------ |
| 인터넷 투표 (득표율)        | 29,255표 (47.74%) | 32,030표 (52.26%) | 61,285표 (74.68%)  |
| ARS 전화 투표 (득표율)      | 13,963표 (80.26%) | 3,434표 (19.74%)  | 17,397표 (21.20%)  |
| 롯데월드 현장 투표 (득표율) | 3,206표 (94.77%)  | 177표 (5.23%)     | 3,383표 (4.12%)    |
| 총 득표 수 (득표율)         | 46,424표 (56.57%) | 35,641표 (43.43%) | 82,065표 (100.00%) |

네티즌들은 농심켈로그가 '선거 조작'을 통해 차카를 낙선시켰다며 해당 투표에 '부정 선거', '독재 정권의 승리'라는 밈을 붙였고, 이와 관련한 패러디가 지속적으로 업로드되었다. 2018년에는 청와대 국민청원에 체키의 탄핵을 촉구하는 청원이 올라오는 등, 소비자들은 넷상에서 파맛 첵스의 출시 역시 계속 요구하였다. 이 사건은 네티즌들의 장난을 통해 기업과 브랜드의 인지도를 높인 '성공한 실패' 마케팅 또는 노이즈 마케팅의 대표적인 사례로 분류되기도 한다.

## 개발 및 홍보
농심켈로그는 머니투데이와의 인터뷰에서 첵스 선거 이벤트가 열린 2004년부터 파맛 시리얼을 구상했다고 밝혔다. 켈로그 측에 따르면, 첵스 파맛을 개발하며 "소비자가 만족하고 좋아할 수 있는 '파의 맛'을 구현하기 위해 여주산 대파를 사용하는 한편, 파맛 강도를 조정하면서 단맛을 첨가했다."고 인터뷰했다. 이후 지속적인 밈, 단맛과 짠맛이 섞인 '단짠'의 유행, 코로나19 범유행의 여파로 인한 활발한 온라인 활동 등을 고려하여 2020년 7월 제품 출시를 결정했다.
투표 이벤트로부터 16년이 지난 2020년 6월 17일, 농심켈로그는 공식 유튜브 채널에 '첵스 신제품 시식단'을 모집한다는 광고 영상과 함께, 7월 파맛 첵스가 실제로 출시된다고 발표하였다. 발표한 지 이틀 만에 영상 조회수는 14만회, 시식단 경쟁률은 200대 1을 기록하였다. 6월 27일 디렉터스컴퍼니가 제작한 첵스 파맛 광고 영상에서는 트로트 가수 태진아가 자신의 곡 '미안 미안해'를 첵스와 연관지어 개사한 버전을 부르며 등장하였다. 바뀐 가사는 "(파맛 첵스를) 너무 늦게 출시해서 미안하다"는 내용이었다. 이 외에도 관짝춤, 영상 말미에 켈로그(Kellogg's)의 스펠링을 이용한 GG(Good Game) 선언 삽입 등 여러 인터넷 밈이 활용되었다.
첵스 파맛은 2021년 7월을 기해 생산을 중단했다. 2021년 9월에는 후속 제품인 첵스 팥맛이 출시되었는데, 전라북도 고창군에서 생산된 팥을 사용하고 새알심을 연상시키는 마시멜로를 첨가하여 단팥죽과 같은 느낌을 주는 점이 특징이다. 김영옥이 광고 모델로 출연했으며, 미국의 R&B 슈퍼 듀오인 실크 소닉을 패러디한 외국인 디스크 자키가 함께 등장했다. 이 광고에서는 힙합 스타일의 노래가 사용되었는데, 광고 슬로건은 "두유 노 K-팥? 디스 이즈 K-팥!"(Do you know K-팥? This is K-팥!)이다.

## 맛과 향

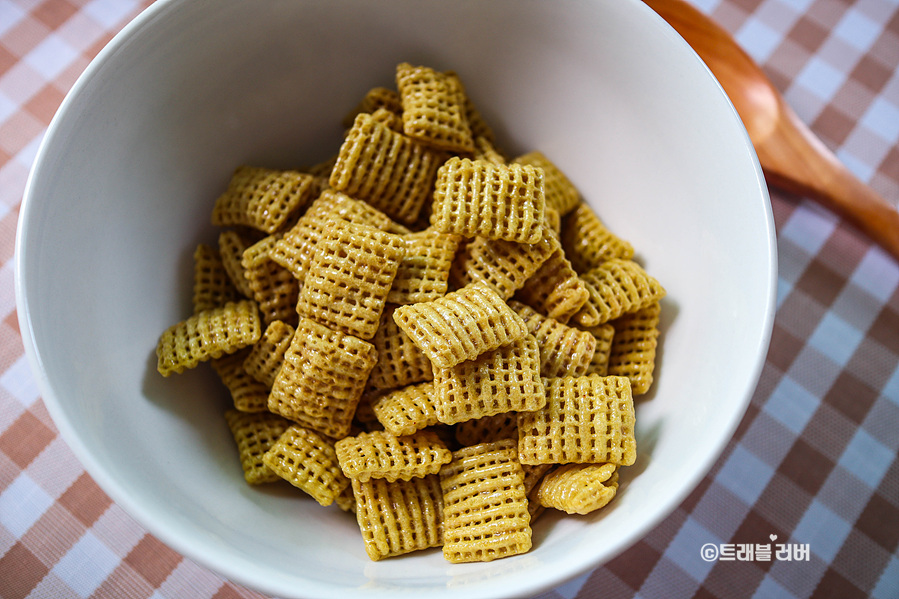
그릇에 담긴 첵스 파맛

농심켈로그는 첵스 파맛의 특징으로 개발 단계부터 구현하려 애쓴 '파의 맛'과 '단짠'(단맛과 짠맛이 결합된 맛)을 들었다.
출시 이후 언론 및 신제품 시식단은 다양한 방법으로 파맛 첵스를 시식하였다. 곁들인 음식은 우유뿐 아닌 두유, 아침햇살, 바나나우유 등 유제품에서부터, 곰탕, 설렁탕, 맥주, 크림스프, 라면, 돈까스, 떡볶이까지 아울렀다. 시식단은 대부분 파맛 첵스가 우유와는 어울리지 않는다고 평했다. 시식단에 참가한 유튜버 승우아빠는 '끈적거린다'는 말과 함께, 우유에 넣고 먹으니 짜다는 설명을 덧붙였다. 조선일보의 김성윤 기자는 '단맛이 강한 양파맛 과자 같다. 파를 씹으면서 초코 시리얼을 먹는 느낌'이라며 '우유에 말아 먹고 싶지는 않다'는 소감을 남겼다.
첵스 파맛의 또다른 특징으로는 파의 향이 꼽힌다. 헤럴드경제는 평소 첵스초코의 초콜릿 향이 퍼지던 공장에서, 첵스 파맛이 나오는 날 파 냄새가 진동했다던 켈로그의 해프닝을 전했다. 서울신문의 인턴 기자들은 첵스 파맛을 접한 뒤, 공통적으로 '파향'이 난다는 후기를 올렸다. 아시아경제의 김태인 에디터는 파맛 첵스를 먹고 입냄새 측정기에 입김을 내뿜으니, 실제 파를 먹고 시행한 것과 똑같은 결과가 나왔다고 리뷰했다.

## 반응

농심켈로그의 한정판 시리얼 첵스 파맛의 시식회에서 배부된 패러디 포스터. 버락 오바마 전 미국 대통령이 2008년 미국 대통령 선거에서 내걸었던 "Yes We Can" 슬로건을 패러디했다.

16년 만에 파맛 첵스가 발매되자, 인터넷에서는 이를 '민주주의의 승리'라고 불렀다. 네티즌들은 첵스 파맛으로 파전을 만드는 등 다양한 레시피를 공유했다. 머니투데이는 첵스 파맛을 냉면, 샐러드 등에 곁들여 먹는 인터넷 상의 여러 조리법을 소개했다. 틱톡커 옐언니와 유튜버 허팝은 첵스 파맛으로 각각 파김치, 삼계탕을 만드는 영상을 공개했다. 농심켈로그는 뉴시스 인터뷰에서 7월 1일 발매 이후 2주만에 온라인 쇼핑몰에서 재고가 매진되었다고 진술했다. 김재환, 태연, 한예슬, 함연지 등 유명인들도 파맛 첵스를 구매한 인증샷을 올렸다.
첵스 파맛의 마케팅 전략은 여러 매체에서 호평을 받았다. 서울신문의 명희진, 김희리 기자는 파맛 첵스 열풍을 1일1깡 등 다른 인터넷 밈의 유행과 연관지어 '개인의 노력만으로는 극복'하기 어려운 사회구조를 망각하려는 욕구의 발현이라고 분석했다. 중앙일보의 서정민 팀장은 '미치지 않고선 도저히 생각해낼 수 없는 기발한 마케팅 전략'이라는 '도른자(돌은 자) 마케팅'을 소개하며 파맛 첵스를 주로 다루었다. 국민일보의 문수정 차장은 파맛 첵스의 출시와 마케팅에 대해 '대체 왜 이런 짓을 하는 걸까. 이유랄 게 없더라는 게 결론이다. 재밌으니까, 다른 사람들의 반응이 궁금하니까'라며 칭찬했다. 이코노미스트의 라예진 기자는 유머가 중시되는 'B급 마케팅'이 이용된 사례로 파맛 첵스 부정 선거 밈에서 탄생된 첵스 파맛을 들었다. 2020년 11월 12일 농심켈로그는 첵스 파맛으로 구글에서 주최하는 2020 유튜브 웍스 어워드에서 '베스트 YouTube 신규 브랜드 론칭' 부문을 수상했다.

## 같이 보기
- 인터넷 밈 목록
- 바이럴 마케팅
- 제다이 인구조사 현상 - 2001년 일부 영어권 국가 시민들이 인구조사에서 자신의 종교를 스타 워즈 시리즈 가상의 종교인 제다이라고 답변한 사건
- 레너드 대 펩시코 사건 - 미국의 펩시코가 1996년에 해리어 전투기를 펩시 콜라 텔레비전 광고 이벤트 경품으로 내걸었다가 대학생으로부터 소송을 당했던 사건